# Marcela Losardo
 (mars 2022).
Marcela Miriam Losardo, née le 24 août 1958, est une avocate et une femme politique argentine, actuellement ambassadrice de l'Argentine auprès de l'UNESCO.
De 2019 à 2021, elle est ministre de la Justice et des Droits de l'homme au sein du cabinet du président Alberto Fernández.

## Biographie

### Enfance et éducation
Losardo naît à Buenos Aires en 1958. Elle joue au tennis au lycée et  fréquente le système scolaire Lenguas Vivas. Elle étudie le droit à la   faculté de droit de l'Université de Buenos Aires, où elle rencontre le futur président argentin Alberto Fernández, avec qui elle créera plus tard un bureau,.

### Carrière politique
Losardo travaille aux côtés d'Alberto Fernández à la surintendance des assurances de 1989 à 1996 ; elle fait ensuite partie de son personnel pendant son mandat à la législature de la ville de Buenos Aires de 2003 à 2005.
En 2005, elle est nommée secrétaire à la Justice, travaillant sous les administrations successives des ministres de la Justice Horacio Rosatti, Alberto Iribarne, Aníbal Fernández et Julio Alak,. En 2006, elle est la représentante du pouvoir exécutif au Conseil de la magistrature,. Elle  quitte le secrétariat en 2009 à la demande d'Alak; son successeur est Héctor Masquelet,.

### Ministre de la Justice et des Droits de l'homme
Le 6 décembre 2019, il est annoncé que Losardo sera ministre de la Justice et des Droits de l'homme dans le prochain cabinet du président Alberto Fernández, succédant à Germán Garavano. Elle prend ses fonctions aux côtés du reste du nouveau cabinet le 10 décembre 2019.
En tant que ministre de la Justice, Losardo conduit la réforme du système judiciaire proposée par le gouvernement Fernández,. Le projet de réforme est actuellement débattu au Sénat argentin.

### Vie privée
Losardo est mariée à Fernando Mitjans, un écrivain public qu'elle a rencontré lors de ses études universitaires,. Losardo et Mitjans ont une fille, Clara, qui est également avocate .